# Forgiven, Not Forgotten
Albums de The Corrs
Talk on Corners
(1997)
Forgiven, Not Forgotten est le premier album studio du groupe pop rock irlandais The Corrs. Il a été publié par Atlantic Records le 26 septembre 1995 à travers le monde. L'album a été principalement produit par David Foster, avec une production supplémentaire par Jim Corr. En janvier 1997, une édition spéciale de l'album est sortie en Australie et en Nouvelle-Zélande et présente un disque bonus contenant des morceaux live et rares qui ont été enregistrés à partir de leur tournée mondiale Forgiven, Not Forgotten.
La chanson titre et le groupe ont été présentés dans un épisode de Beverly Hills, 90210 intitulé Turn Back the Clock. Le groupe a interprété la chanson lors d'une soirée du Nouvel An au Peach Pit After Dark. L'album a donné naissance à cinq singles officiels.

## Historique
Avant de signer chez Atlantic Records, le groupe a commencé à enregistrer dans un studio de fortune loué par Jim Corr dans la ville natale de Dundalk. Le groupe a enregistré sur huit pistes et a commencé à faire des démos, "Je me souviens qu'il faisait très froid... Nous avions des boîtes de fruits sur le mur pour l'insonorisation" se souvient Caroline Corr. Après avoir joué dans le bar Whelan à Dublin, le groupe a attiré l'attention de Jean Kennedy Smith qui a invité le groupe à se produire à la Coupe du Monde de la FIFA 1994 à Boston.
Une fois en Amérique, ils ont rencontré Jason Flom, responsable A&R d'Atlantic Records : "Quand ils sont entrés dans mon bureau à New York, j'ai été immédiatement séduit par leur beauté, leur grâce et leur style évidents. Ils m'ont fait passer une cassette avec Love to Love You et Closer dessus, puis ils m'ont dit qu'ils jouaient tous les instruments eux-mêmes et écrivaient les chansons. Mec, je pensais que j'étais mort et que j'étais allé au paradis". Cependant Flom savait que le groupe avait besoin de quelqu'un pour produire leur album, il leur a donc suggéré de rencontrer David Foster, un musicien, producteur, compositeur et arrangeur canadien. Alors qu'ils étaient à New York, deux jours avant que le groupe ne rentre chez lui, ils ont interrompu une session d'enregistrement à The Hit Factory, un studio d'enregistrement à New York. Foster a invité le groupe à l'étage pour se produire autour d'un piano, où ils ont chanté Forgiven, Not Forgotten en direct. Sharon continuerait en disant "Je pense qu'il a été étonné par la façon dont nous sonnions déjà raffinés même à l'époque".

## Tournée
Le 26 avril 1996, les Corrs ont entamé leur tournée mondiale Forgiven, Not Forgotten qui a commencé à Ennis, en Irlande, avant de se rendre en Europe, Australie, Asie, Amérique et Canada, durant près de deux ans.

## Liste des chansons
1. Erin Shore [Traditional Intro] [Instrumental] - 0:27
2. Forgiven, Not Forgotten - 4:15
3. Heaven Knows - 4:18
4. Along with the Girls [Instrumental] - 0:49
5. Someday - 3:51
6. Runaway - 4:24
7. The Right Time - 4:07
8. The Minstrel Boy [Instrumental] - 2:12
9. Toss The Feathers [Instrumental] - 2:50
10. Love to Love You - 4:08
11. Secret Life - 4:31
12. Carraroe Jig [Instrumental] - 0:52
13. Closer - 4:05
14. Leave Me Alone - 3:40
15. Erin Shore [Instrumental] - 4:14
16. Somebody Else's Boyfriend (Bonus Track) - 3:59

## Personnel

### The Corrs
- Andrea Corr – chant, flûte irlandaise
- Jim Corr – guitares, claviers, piano, programmation des claviers, chœurs
- Sharon Corr – violon, chœurs
- Caroline Corr – batterie, bodhrán, piano, chœurs

### Avec
- David Foster – claviers, arrangements des cordes
- Simon Franglen – programmation du Synclavier
- Michael Thompson – guitares
- Tal Herzberg – basse sur "Secret Life"
- Neil Stubenhaus – basse sur "Toss the Feathers"
- Simon Phillips – batterie "Toss the Feathers"